# 대한민국의 민주평화통일자문회의 사무처장

민주평화통일자문회의 로고

민주평화통일자문회의 사무처장(民主平和統一諮問會議 事務處長)은 민주평화통일자문회의 사무처를 대표하는 직위이다.

## 역할
- 민주평통 의장의 명을 받아 민주평화통일자문회의의 사무를 총괄하고 소속 공무원을 지휘 및 감독한다.[1]

## 역대 사무처장

### 평화통일정책자문회의 사무총장
| 정부        | 대수 | 이름           | 임기                               | 비고                                                     |
| ----------- | ---- | -------------- | ---------------------------------- | -------------------------------------------------------- |
| 제 5 공화국 | 초대 | 이범석(李範錫) | 1981년 4월 7일 ~ 1982년 1월 4일    | 대통령비서실장&외무부 장관&주 튀니지 대사&주 인도 대사   |
| 제 5 공화국 | 2대  | 손재식(孫在植) | 1982년 1월 1일 ~ 1983년 7월 7일    | 부산직할시장&경기도지사&내무부 차관&한국지방행정연구원장 |
| 제 5 공화국 | 3대  | 서정화(徐廷和) | 1983년 7월 7일 ~ 1985년 2월 21일   | 충청남도지사&내무부 장관&제12·13·14·15대 국회의원        |
| 제 5 공화국 | 4대  | 김창식(金昶植) | 1985년 2월 21일 ~ 1987년 10월 29일 | 전라남도지사&총무처 차관&교통부 장관                     |

### 민주평화통일자문회의 사무총장
| 정부        | 대수 | 이름           | 임기                               | 비고                                                        |
| ----------- | ---- | -------------- | ---------------------------------- | ----------------------------------------------------------- |
| 제 5 공화국 | 초대 | 김창식(金昶植) | 1987년 10월 29일 ~ 1990년 3월 19일 | 전라남도지사&총무처 차관&교통부 장관                        |
| 노태우 정부 | 2대  | 현경대(玄敬大) | 1990년 3월 19일 ~ 1992년 1월 9일   | 민주평화통일자문회의 수석부의장&제11·12·14·15·16대 국회의원 |
| 노태우 정부 | 3대  | 송한호(宋漢虎) | 1992년 1월 9일 ~ 1993년 2월 26일   | 통일원 차관                                                 |
| 김영삼 정부 | 4대  | 유경현(柳瓊賢) | 1993년 2월 26일 ~ 1994년 12월 24일 | 제10·11·12대 국회의원                                       |
| 김영삼 정부 | 5대  | 박상범(朴相範) | 1994년 12월 24일 ~ 1997년 3월 6일  | 대통령경호실장&국가보훈처장                                 |
| 김영삼 정부 | 6대  | 정호근(鄭鎬根) | 1997년 3월 6일 ~ 1998년 2월 28일   | 제1야전군 사령관&합동참모의장                               |

### 민주평화통일자문회의 사무국장
| 정부        | 대수 | 이름           | 임기                              | 비고                          |
| ----------- | ---- | -------------- | --------------------------------- | ----------------------------- |
| 김대중 정부 | 초대 | 정호근(鄭鎬根) | 1998년 2월 28일 ~ 1999년 5월 24일 | 제1야전군 사령관&합동참모의장 |

### 민주평화통일자문회의 사무처장
| 정부        | 대수 | 이름            | 임기                                | 비고 |
| ----------- | ---- | --------------- | ----------------------------------- | --- |
| 김대중 정부 | 초대 | 정호근(鄭鎬根)  | 1999년 5월 24일 ~ 1999년 6월 12일   | 제1야전군 사령관&합동참모의장 |
| 김대중 정부 | 2대  | 손진영(孫進榮)  | 1999년 6월 12일 ~ 2001년 8월 21일   | 새마을운동중앙회 사무총장 |
| 김대중 정부 | 3대  | 강동현(姜東炫)  | 2001년 8월 21일 ~ 2003년 7월 11일   | |
| 노무현 정부 | 4대  | 김희택(金熙宅)  | 2003년 7월 11일 ~ 2006년 9월 20일   | |
| 노무현 정부 | 5대  | 오세정(吳世政)  | 2006년 9월 20일 ~ 2008년 6월 2일    | 서울대학교 총장 |
| 이명박 정부 | 6대  | 김대식(金大植)  | 2008년 6월 2일 ~ 2010년 3월 25일    | 동서대 교수&국민권익위원회 부위원장 |
| 이명박 정부 | 7대  | 김병일(金丙一)  | 2010년 3월 25일 ~ 2011년 3월 25일   | 서울특별시 경쟁력강화추진본부장&2012여수세계박람회조직위원회 사무총장                                                                                          |
| 이명박 정부 | 8대  | 이상직(李相直)  | 2011년 3월 25일 ~ 2012년 1월 9일    | 호서대 교수 |
| 이명박 정부 | 9대  | 남성욱(南成旭)  | 2012년 2월 3일 ~ 2013년 6월 3일     | 고려대 교수&남북경제연구소장&한국북방학회장 |
| 박근혜 정부 | 10대 | 박찬봉(朴贊奉)  | 2013년 6월 3일 ~ 2016년 1월 20일    | 사회복지공동모금회 사무총장&새누리당 외교통일위원회 수석전문위원&한나라당 통일외교통상위원회 수석전문위원                                                      |
| 박근혜 정부 | 11대 | 배정호(裵廷鎬)  | 2016년 1월 21일 ~ 2016년 7월 7일    | 통일연구원 국제전략연구실 선임연구위원&민주평화통일자문회의 통일교육홍보분과 상임위원                                                                          |
| 박근혜 정부 | 12대 | 권태오(權泰午)  | 2016년 7월 8일 ~ 2017년 6월 9일     | 성우회 정책자문위원&Van Fleet 재단 한국대표&북한민주화위원회 자문위원 &중원대 초빙교수&육군 중장 예편&건군 65주년 국군의 날 제병지휘관&국방부 6.25전쟁사업단장 |
| 문재인 정부 | 13대 | 황인성(黃寅成)  | 2017년 6월 10일 ~ 2019년 6월 18일   | 외교통상부 평화협력대사&대통령비서실 시민사회수석비서관•시민사회수석비서관 대행•시민사회비서관&의문사진상규명위원회 사무국장&전국민족민주운동연합 집행위원장   |
| 문재인 정부 | 14대 | 이승환 (李承煥) | 2019년 6월 19일 ~ 2020년 12월 24일  | 남북교류협력지원협회 회장&민족화해협력범국민협의회 공동의장&시민평화포럼 공동대표                                                                              |
| 문재인 정부 | 15대 | 배기찬 (裵紀燦) | 2020년 12월 25일 ~ 2021년 12월 9일  | 대통령직속 정책기획위원회 평화번영분과 위원&문재인 대통령 EU, 독일특사단&통일코리아협동조합 이사장                                                             |
| 문재인 정부 | 16대 | 김창수 (金昌洙) | 2021년 12월 10일 ~ 2022년 10월 11일 | 청와대 국가안보실 통일정책비서관&남북공동연락사무소 초대 사무처장&통일부 장관정책보좌관& 코리아연구원 원장                                                     |
| 윤석열 정부 | 17대 | 석동현 (石東炫) | 2022년 10월 14일 ~ 2024년 1월 9일   | 대한민국 서울동부지방검찰청 검사장 |
| 윤석열 정부 | 18대 | 태영호(太永浩)  | 2024년 7월 22일 ~ 2025년 7월 14일   | 제21대 국회의원(서울 강남구 갑) |
| 이재명 정부 | 19대 | 방용승(房勇承)  | 2025년 8월 13일 ~                   | 더불어민주연합 최고위원 |

## 같이 보기
- 민주평화통일자문회의
- 민주평화통일자문회의 의장
- 민주평화통일자문회의 수석부의장